# Думпкар

Вагон-самоскид або ду́мпкар (від англ. dump car — «вагон-самоскид»; нім. Seitenkipper m) — саморозвантажний вагон або вантажний залізничний піввагон, кузов якого при розвантажуванні нахиляється на один бік пневматичним пристроєм.

## Призначення
За допомогою думпкара переміщують переважно руду чи будівельні сипкі матеріали територією великих підприємств. Вантажопідйомність 60-180 т.

## Виробництво
В Україні вагони виробляються на Стахановському вагонобудівному заводі та Криворізькому заводі (Гірничотранспортна компанія).

## Галерея

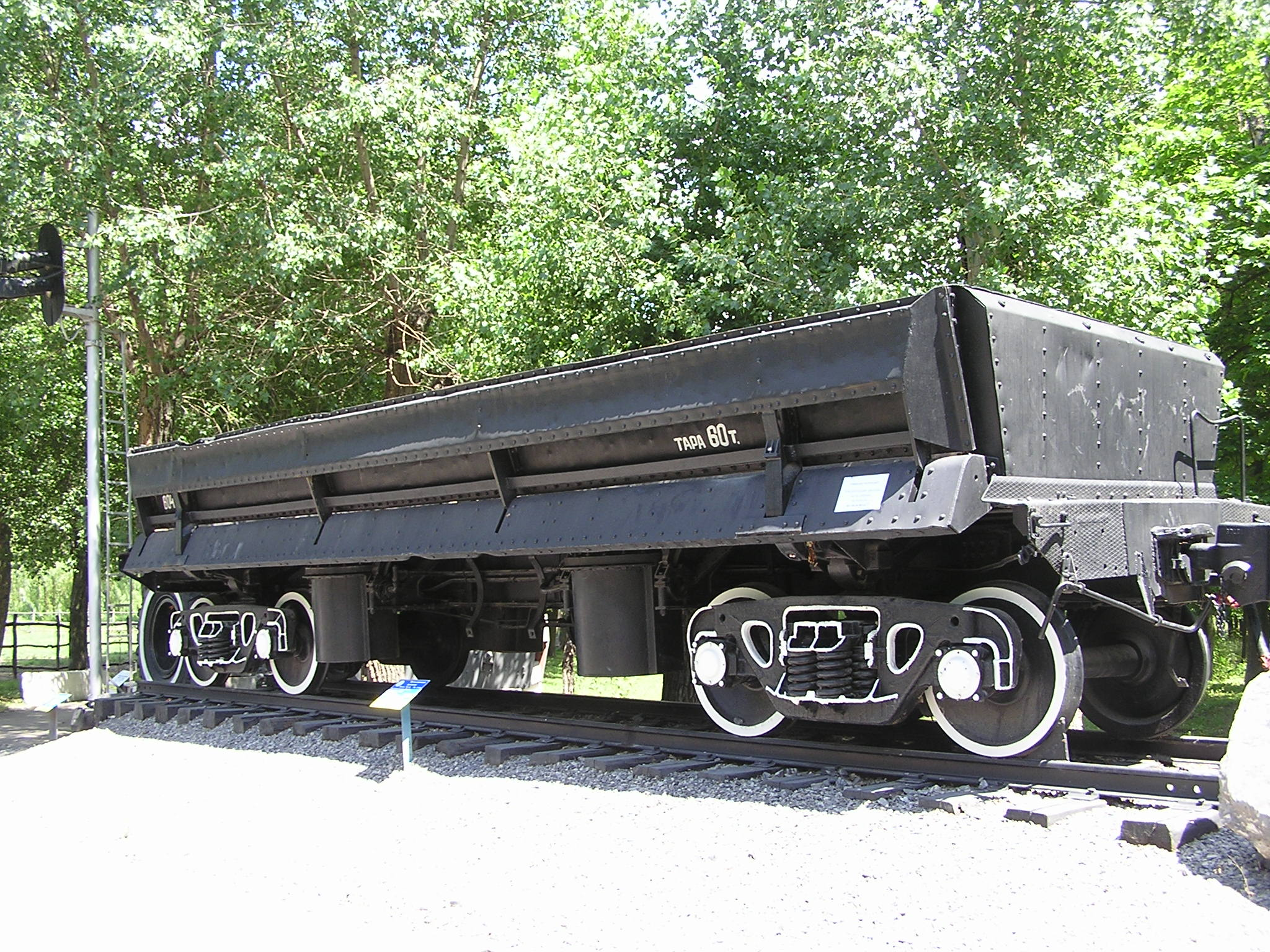
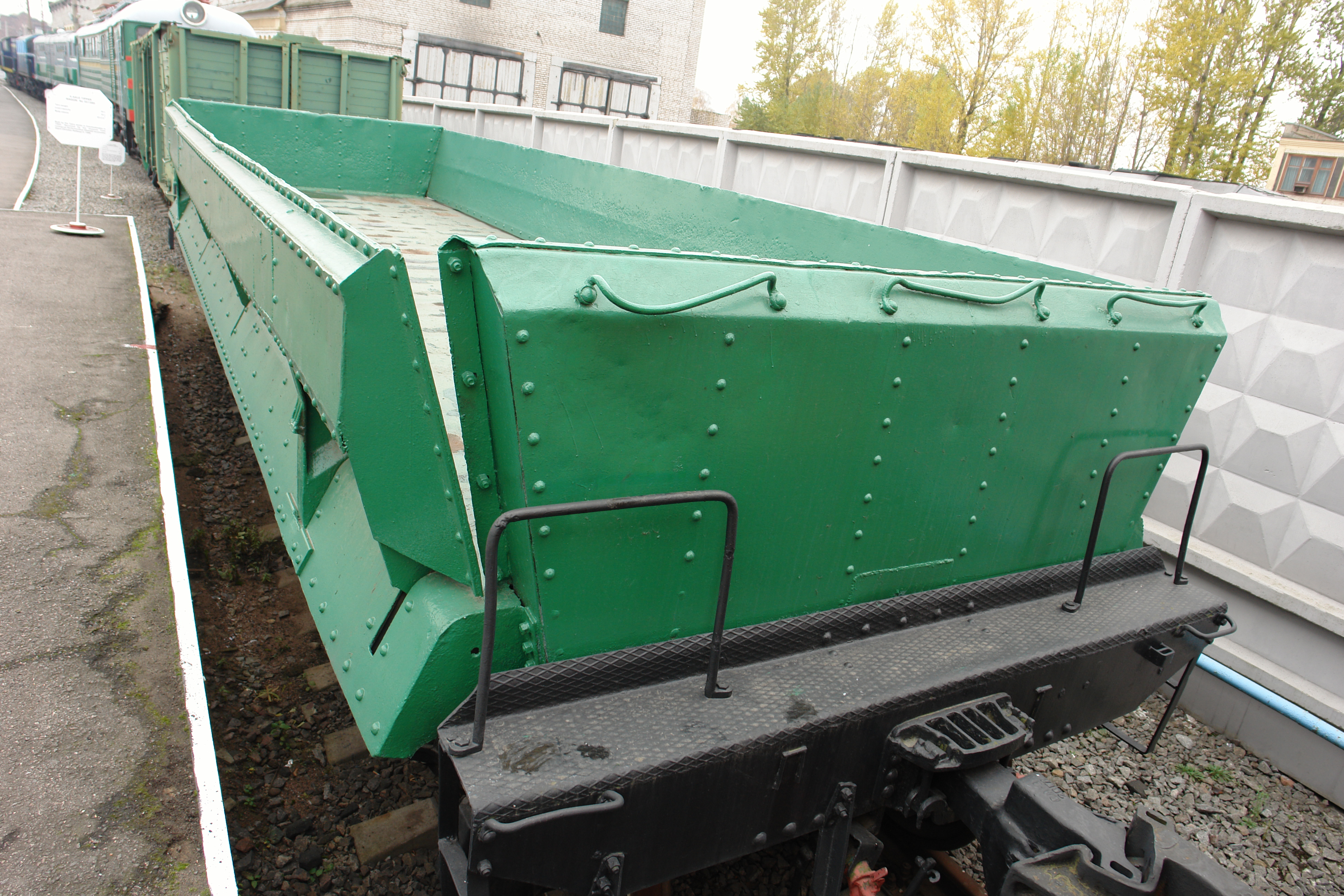
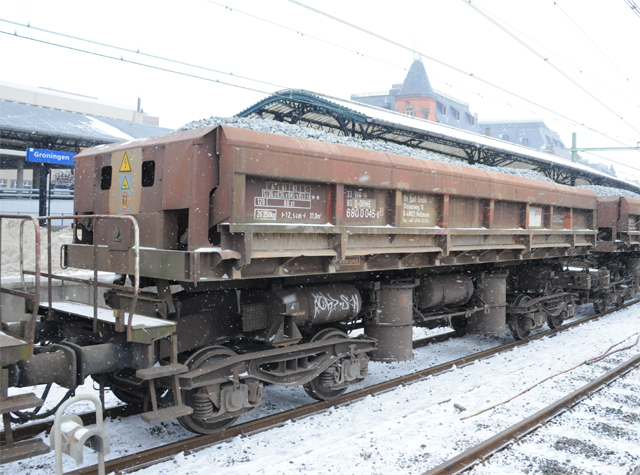
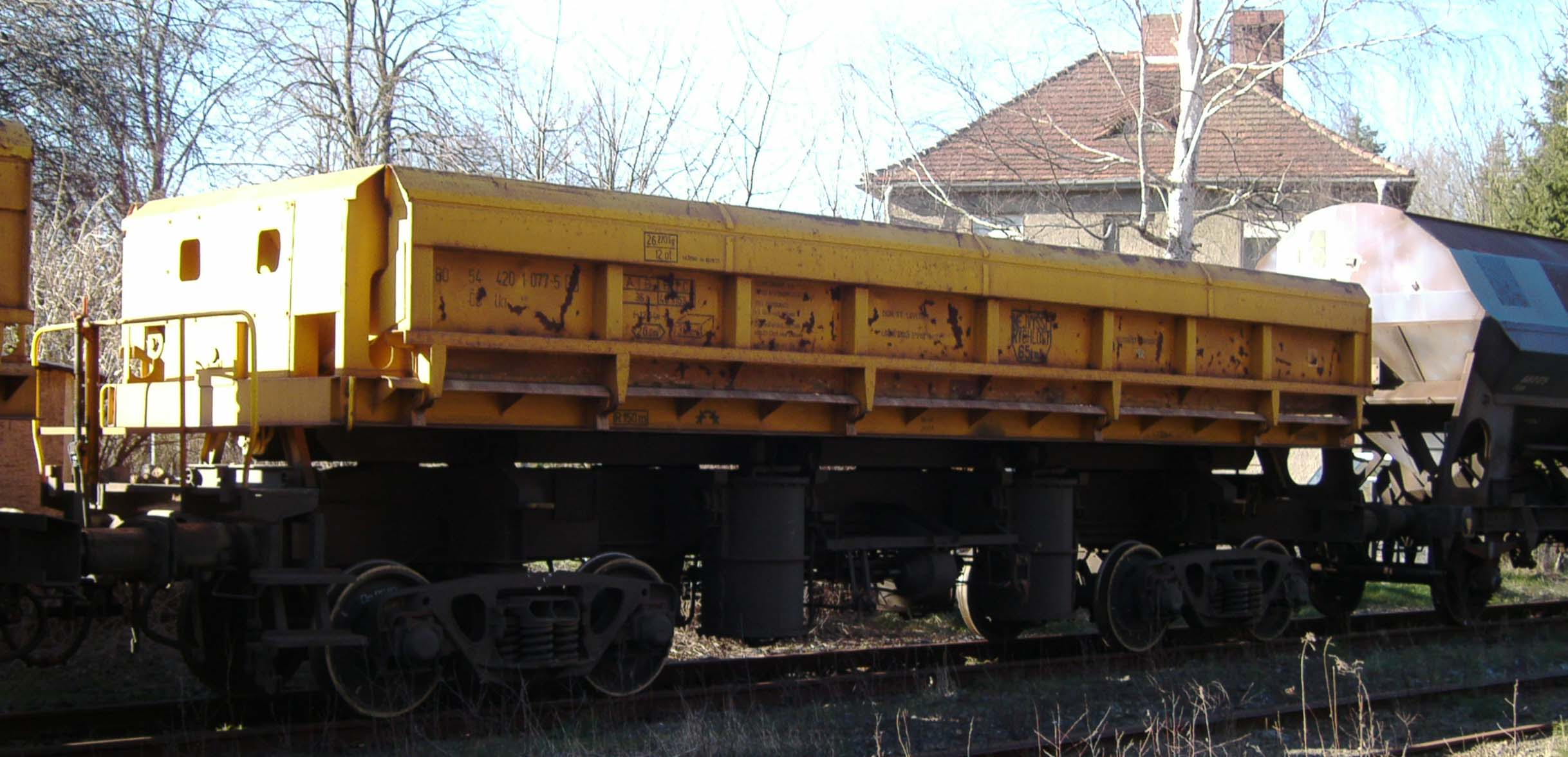